# Personnification
La personnification est une figure de style, un procédé littéraire relevant de l'anthropomorphisme, qui consiste à attribuer des propriétés humaines à un animal ou à une chose inanimée (objet concret ou abstraction) que l'on fait vouloir, parler, agir, à qui l'on s'adresse. La fonction de ce qui est personnifié est un adversaire, un allié ou un confident du locuteur.
- « Avec quelle rigueur, Destin, tu me poursuis » — Jean Racine, Phèdre (1677).
- « … des palais romains le front audacieux » : Joachim du Bellay assimile les palais de Rome à des visages humains, dont les frontispices seraient le front, de surcroît audacieux, une qualité qui s'applique au caractère humain.
- « Les branches des arbres hurlaient sous l'effet du vent » : la métaphore hurlaient associe le bruit du vent dans les branches des arbres à des cris humains.

## Définition

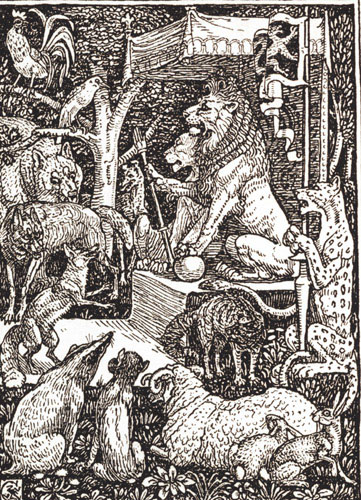
Personnification d'animaux

Selon Le Littré la personnification consiste à : « faire d'un être inanimé ou d'une abstraction un personnage réel ». Pierre Fontanier distingue plusieurs types de personnifications selon la nature du thème et celle du phore sur lesquels elle se fonde. La personnification opère ainsi sur un thème qui n'est pas une personne, et sur un phore qui est, lui, une personne, via un lien de relation analogique, logique ou de proximité. Par exemple, si le thème est une personne, on obtient, a contrario, une antonomase ; de même si le thème est multiple, on obtient une allégorie.
Pour Fontanier, la figure se construit avant tout sur trois figures majeures : sur une métonymie comme dans cet exemple :

« Argos vous tend les bras, et Sparte vous appelle »

ou sur une synecdoque, figure au demeurant très proche comme dans :

« La vieillesse chagrine incessamment amasse »

« Vieillesse » renvoyant par relation de la partie pour le tout au mot « vieillard ».
Une métaphore enfin peut être selon Fontanier à l'origine de la personnification :

« Sur les ailes du Temps la Tristesse s'envole… 
 Le Chagrin monte en croupe, et galope avec lui… »

On peut classer également la personnification selon l'effet qu'elle cherche à produire :
- effet allégorique comme un personnage personnifiant une qualité ou une abstraction (exemple : Harpagon pour l'avarice), néanmoins cet usage est davantage nommé allégorie ;
- effet anthropomorphique : on prête aux animaux un comportement et une gestuelle humaine comme dans les fabliaux ou les Fables de Jean de La Fontaine.

Bernard Dupriez, reprenant Fontanier, en vient ainsi, pour défaire l'écheveau théorique, à utiliser le terme de subjectification — ou synecdoque de la personne — pour décrire l'opération d'analogie : « qui consiste à personnifier au moyen de la personne qui parle, qui se trouverait introduite comme sujet dans un objet ou une idée, alors saisie de l'intérieur ». Il cite ainsi cet exemple :

« Dans la brume tiède d'une haleine de jeune fille j'ai pris place »

— Henri Michaux, L'espace du dedans
Dupriez s'attache ici à isoler l'emploi premier de la figure, la description d'une personne, même si celle-ci est à l'origine une idée ou un objet. Cet emploi est proche de celui permis par la prosopopée. Ainsi une chose ou une idée peut être faite non seulement personne mais également sujet.
La différence entre métaphore, comparaison, allégorie et personnification est complexe et les figures sont souvent confondues (voir en lien externe le test didactique du collège Célestin Freinet).

### Personnification et métaphore
Souvent considérée comme un cas particulier de métaphore[réf. souhaitée], qui, avec la comparaison est au fondement de l'image personnifiée, la personnification est une figure riche qui traverse l'histoire de la littérature.
D'après Patrick Bacry, il existe toujours une métaphore à la base d'une personnification, plus ou moins explicite. Il parle en réalité de métaphores figées où l'attention porte le plus souvent sur le comparé, et moins sur le comparant.

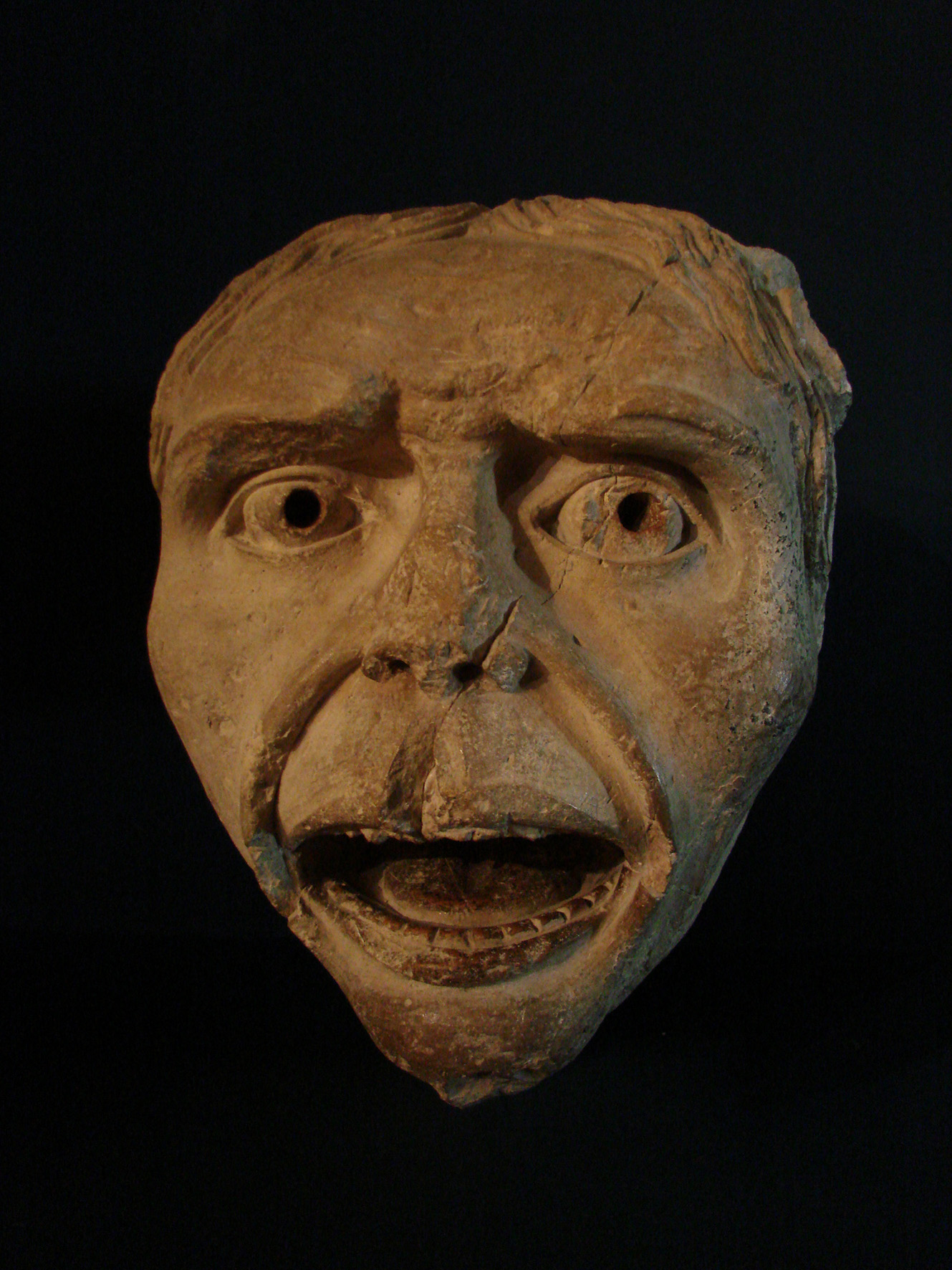
Masque de Gargouille

Dans ces vers de Victor Hugo tirés de Les Châtiments :
Berlin, Vienne, étaient ses maîtresses :

      Il les forçait,

Leste, et prenant les forteresses

      Par le corset…
La personnification élaborée entre les maîtresses et les villes de Berlin et de Vienne est fondée sur une métaphore : les capitales européennes sont assimilées ici à des femmes.
Comme dans la métaphore, la figure met en jeu deux réalités : le comparé (ici les maîtresses renvoyant aux villes) et le comparant (les femmes). La personnification se construit bien sur une métaphore implicite qu'il est nécessaire de reconstruire sans quoi la personnification ne peut être saillante. L'allégorie également, souvent employée en concurrence avec la personnification, procède à partir d'une métaphore. On la distingue néanmoins de cette dernière par la nature du comparé ; dans l'allégorie le comparé est une notion abstraite (la Mort par exemple), prise de manière générale ou universelle.
La personnification s'applique elle à donner vie à un animé non humain ou à un objet concret, comme le rocher dévalant un pic dans ces vers de Pierre de Ronsard dans La Franciade, épopée versifiée, rocher qui ensuite :
S'arrête coi: bondissant il ne peut

Courir plus outre, et d'autant plus qu'il veut

Rompre le bond, et plus il se courrouce…
Le rocher est comparé par métaphore à une personne dévalant une pente, des verbes de volonté (« peut » et « veut ») ou de sentiment (« se courrouce »), enfin de mouvement (« bondissant »), d'habitude dévolus à l'être humain, le caractérisent, ce qui aboutit à la personnification.
Une comparaison peut aussi être à l'origine d'une personnification comme dans : « L'habitude venait me prendre dans ses bras, comme un petit enfant » (Marcel Proust)

### Emploi de la personnification

#### Personnificationsfilées
Pour Patrick Bacry, la personnification se distingue de l'allégorie car contrairement à cette dernière, toujours universelle et de portée générale, elle s'attarde sur une mise en situation et reste toujours temporaire.
Néanmoins on peut trouver des personnifications filées pourrait-on dire, comme il existe des métaphores filées, qui s'étendent sur plusieurs phrases voire plusieurs pages. Dans la pièce de Jean Racine Andromaque le personnage Pyrrhus personnifie la ville mythique de Troie sur plusieurs pages d'affilée :

« On craint qu'avec Hector Troie un jour ne renaisse »

Plus loin, il s'écrie de nouveau :

« (…) et je ne puis songer
Que Troie en cet état aspire à se venger. »

On parle également d’animisme (terme forgé par Raymond Queneau), cependant le terme est réservé aux domaines de la psychologie, de l'anthropologie et de l'ethnologie (exemple : religions animistes).

#### La majuscule personnifiante
La majuscule, qui est la marque des noms propres, peut jouer un rôle de soulignement. La figure implique nécessairement un comparé inanimé et un comparant animé, exprimé par un nom, un adjectif, un verbe… Néanmoins la majuscule de soulignement peut ne pas aboutir à désigner une personnification ; dans cet exemple :

« L'Idéal, c'est la Famille, c'est la Patrie, c'est l'Art »

— Raymond Queneau, Le chiendent
les majuscules sont une marque d'insistance, non personnifiante. Par ailleurs on peut personnifier sans pour autant recourir à des majuscules :

« Le soleil aussi attendait Chloé, mais lui pouvait s'amuser à faire des ombres »

— Boris Vian, L'écume des jours

#### Images et analogies culturelles
La figure se fonde toujours sur des analogies reconnues culturellement, sur des sentiments ou des symboles universels. Ainsi le chat représente toujours dans les personnifications, dans les fables ou dans les contes, l'aspect rusé de l'homme.
Pierre Bornecque a ainsi montré dans La Fontaine fabuliste que le poète met en scène 469 personnages dont 125 animaux, acquérant le statut de personnes par la personnification. Ces animaux « doués de paroles » comme dit lui-même le fabuliste (Préface des Fables) peuvent être regroupés en cinq classes. Bornecque distingue ainsi les forts (lion, loup, renard, aigle, miland, vautour…), les faibles (âne, mouton, agneau, brebis, souris, poisson…), des animaux à la fois forts et faibles (rat, grenouille, serpent, éléphant…), les personnages naturels (Lune, Soleil, pot, torrent, la Nature…) et enfin les personnages mythologiques (Jupiter, Borée, Phébus…).

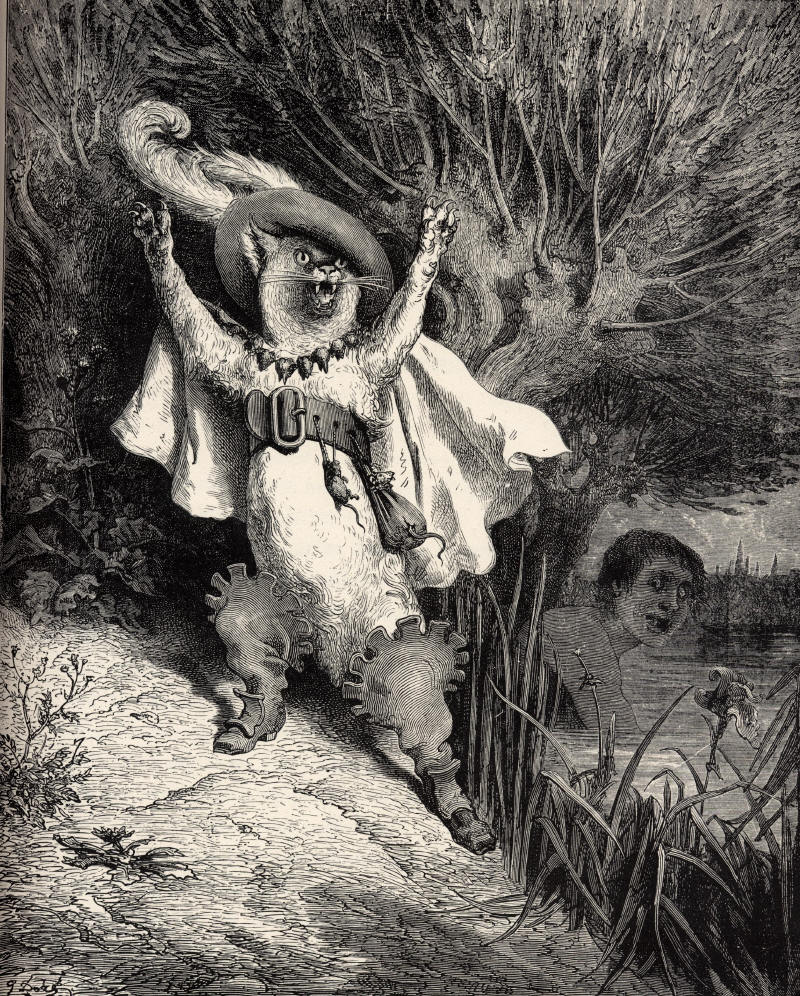
Le Chat Botté de Charles Perrault

Pour Fontanier, ce recours à une banque d'images culturelles se nomme mythologisme (terme devenu archaïque) ; reprenant l'idée que les classiques se référaient souvent aux dieux grecs de l'Olympe pour constituer leurs personnifications. Il cite La Fontaine, brillant illustrateur de ce recours à la mythologie pour personnifier des animaux :

« Dès que Thétis chassait Phébus aux crins dorés »

Il montre par là que ce recours mythologique n'appelle pas d'explications, les récepteurs partageant une connaissance commune de données culturelles aptes à fournir les personnifications. Le but de la figure est avant tout de jouer sur l'effet de réception chez le lecteur, qui s'identifie au personnage lorsqu'on lui prête des caractères et des comportements humains.

#### Autres marques syntaxiques de la personnification
Dans la personnification, des signaux syntaxiques permettent de la repérer : identification à la personne du locuteur d'abord (on tend là vers la prosopopée) ou à celle du destinataire ensuite (il y a apostrophe dès lors).
La fonction de sujet d'un verbe animé est une marque typique de la personnification, même si elle n'est dévolue que dans le cas de termes abstraits personnifiés, dans les dialogues par exemple.
Les verbes au contraire sont des marques certaines de personnification lorsqu'il s'agit de verbes animés, dévolus à l'être humain comme les verbes de mouvement (« courir », « marcher »…), d'action (« manger », « dormir »…) ou d'état (« être debout », « penser »…).
Bien plus, c'est souvent l'accumulation de verbes animés qui renforce la personnification, dans les descriptions par exemple, ou les portraits :
Dans l'état où je suis, la mort aurait beau jeu. Elle n'aurait qu'à entrer et me prendre. Elle est dans ma chambre. Elle est dans ma vie (Ducharme, L'Avalée des avalés).

## Genres concernés
La poésie est le genre privilégié de la personnification en raison de sa puissance suggestive :
« Les arbres font le gros dos sous la pluie. » (J. Renard)
« Le crépuscule ami s'endort dans la vallée. » (Vigny)
« Un soir j'ai assis la Beauté sur mes genoux. – Et je l'ai trouvée amère. – Et je l'ai insultée. » (Rimbaud)
Néanmoins d'autres formes littéraires peuvent en abriter, comme les aphorismes :
« L'enfance a des manières de voir, de penser, de sentir qui lui sont propres. » (Rousseau)
« Nous vivons dans l'attente de ce que Demain apportera » (France)

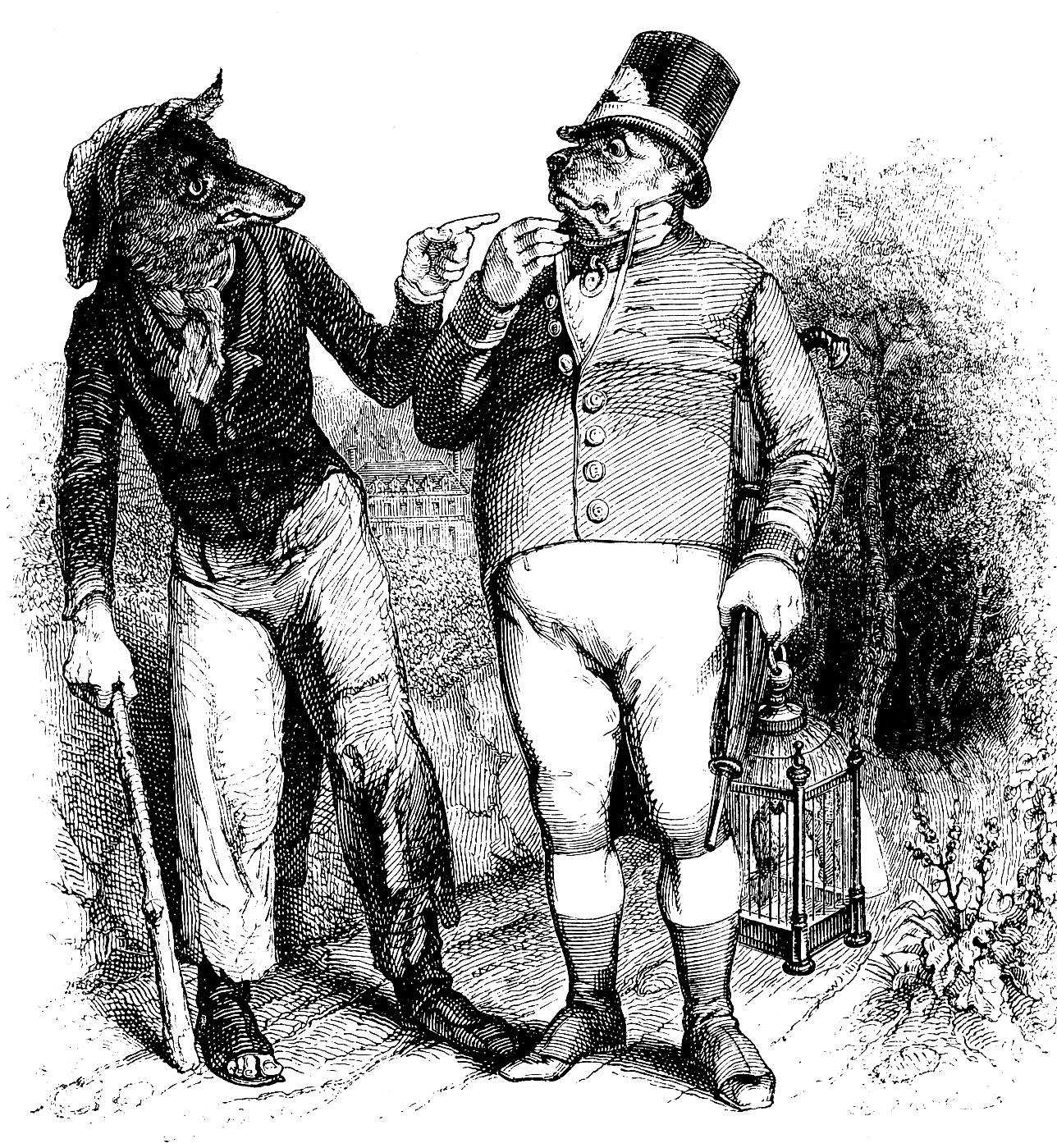
Illustration de la fable Le loup et le chien de la Fontaine par Grandville.

Ce sont surtout les fables et les contes qui mettent en œuvre les plus suggestives personnifications. La Fontaine notamment excelle dans sa description, à la fois précise et rapide, d'animaux aux traits humains comme dans Le Lion malade et le renard (VI, 14) :
De par le Roi des Animaux,

            Qui dans son antre était malade,

            Fut fait savoir à ses Vassaux

            Que chaque espèce en ambassade

            Envoyât gens le visiter :

            Sous promesse de bien traiter

            Les Députés, eux et leur suite,

            Foi de Lion, très bien écrite,

            Bon passeport contre la dent ;

            Contre la griffe tout autant.

            L'édit du Prince s'exécute :

            De chaque espèce on lui députe.

            Les Renards gardant la maison,

            Un d'eux en dit cette raison :

            Les pas empreints sur la poussière

Par ceux qui s'en vont faire au malade leur cour,

Tous, sans exception, regardent sa tanière ;

            Pas un ne marque de retour.

            Cela nous met en méfiance.

            Que Sa Majesté nous dispense :

            Grand merci de son passeport.

            Je le crois bon; mais dans cet antre

            Je vois fort bien comme l'on entre,

            Et ne vois pas comme on en sort.

## Histoire de la notion
Pour Pierre Fontanier, dans Les figures du discours :« La Personnification consiste à faire d'un être inanimé, insensible, ou d'un être abstrait et purement idéal, une espèce d'être réel et physique, doué de sentiment et de vie, enfin ce qu'on appelle une personne ; et cela, par simple façon de parler, ou par une fiction toute verbale, s'il faut le dire. Elle a lieu par métonymie, par synecdoque, ou par métaphore ».
Pour Boileau, la personnification est une figure utilisée et universelle : « Il n'y a point de figure plus ordinaire dans la poésie, que de personnifier les choses inanimées, et de leur donner du sentiment, de la vie et des passions » Réflexions critiques sur Longin.
On lui oppose l' identification : procédé faisant d'une personne une idée.

### Figures proches
| Figure mère            | Figure fille |
| ---------------------- | ------------ |
| métaphore, comparaison |              |

| Antonyme       | Paronyme | Synonyme              |
| -------------- | -------- | --------------------- |
| identification |          | allégorie, prosopopée |